# Кавагоэ (посёлок)

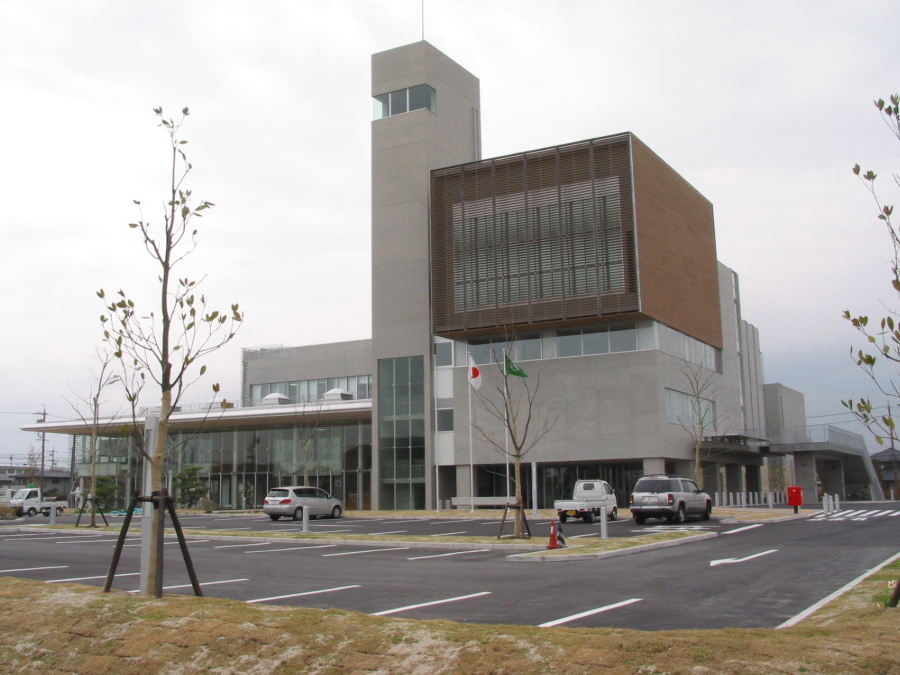
Мэрия посёлка Кавагоэ

Кавагоэ (яп. 川越町 Кавагоэ-тё:) — посёлок в Японии, находящийся в уезде Миэ префектуры Миэ. Площадь посёлка составляет 8,71 км², население — 14 609 человек (1 июня 2014), плотность населения — 1677,27 чел./км².

## Географическое положение
Посёлок расположен на острове Хонсю в префектуре Миэ региона Кинки. С ним граничат города Кувана, Йоккаити и посёлок Асахи.

## Население
Население посёлка составляет 14 609 человек (1 июня 2014), а плотность — 1677,27 чел./км². Изменение численности населения с 1980 по 2005 годы:
| 1980 | 10 645 чел. |  |
| 1985 | 10 403 чел. |  |
| 1990 | 9988 чел.   |  |
| 1995 | 10 863 чел. |  |
| 2000 | 11 782 чел. |  |
| 2005 | 13 048 чел. |  |

## Символика
Деревом посёлка считается Ilex rotunda, цветком — нарцисс, птицей — деревенская ласточка.